# Pseudoglauia
Pseudoglauia är ett släkte av insekter. Pseudoglauia ingår i familjen Pamphagidae.
Kladogram enligt Catalogue of Life:
| Pseudoglauia | \| \| Pseudoglauia tarudantica \| \| \| \| \| \| Pseudoglauia terrea \| \| \| \| |
|              | \| \| Pseudoglauia tarudantica \| \| \| \| \| \| Pseudoglauia terrea \| \| \| \| |
|              | Pseudoglauia tarudantica                                                         |
|              |                                                                                  |
|              | Pseudoglauia terrea                                                              |
|              |                                                                                  |